# Peqin
Peqin város, egyúttal községközpont és alközség Albánia középső részén, Elbasan városától légvonalban 28, közúton 33 kilométerre nyugat–délnyugatra, a Shkumbin folyó jobb partján. Elbasan megyén belül Peqin község székhelye, Peqin alközség központja, egyúttal ez utóbbi egyetlen települése is. A 2011-es népszámlálás alapján az alközség, azaz Peqin város népessége 6353 fő. A római korban a Via Egnatia egyik állomáshelye volt, a török hódoltság alatt a 18–19. században élte fénykorát. Fő látnivalói középkori vára, valamint a mecset és óratorony épületegyüttese.

## Fekvése
Peqin a Shkumbin alsó völgyében, a torkolatvidéktől 25 kilométerre, a folyó jobb partján fekszik 45 méteres tengerszint feletti magasságban. A várostól délre húzódik az Elbasant Rrogozhinán keresztül az SH4-es úttal összekötő SH7-es jelű főút.

## Neve
A török hódoltság idején egy 1431-es összeírásban Biklenet, 1528-ban pedig Peklin néven említették. Az oszmán Peklin, Beklin alakokkal párhuzamosan albán neve Pekin, majd a 20. században Peqin lett. A 20. század elején nyugati forrásokban gyakran bukkant fel Pekinj vagy Pekinje néven.

## Története
Az ókorban, Illíria római meghódítása, az i. e. 168-as harmadik római–illír háború után a mai Peqintől kicsit keletre Clodiana néven jött létre a Via Egnatia egyik állomása. Néhány forrás tévesen azt írja, hogy az út dyrrhachiumi és apollóniai ága itt, Clodianánál egyesült, valójában a két út  valamelyest nyugatra, Asparagiumnál találkozott, és vezetett tovább keleti irányban a Genusus völgyében.
A település a 14–15. században a nagy hatalmú Topia család birtoka volt. A 15. század végén feltehetőleg a velenceiek építettek itt egy a bashtovaihoz tipológiai és építészeti szempontból egyaránt hasonló várat. Az oszmán hódoltsággal a vár török kézre került. A körülötte kialakult település a 18–19. században élte fénykorát, vélhetően egy albán pasa székhelyeként. 1701-ben a rufai szúfi szerzetesrend egyik első ismert albániai tekkéjét (derviskolostorát) itt alapította meg egy bizonyos Hasan atya (Baba Hasan), később pedig a kádirik is megtelepedtek Peqinben. 1749-ben Peqin lakói írásban folyamodtak a Portához, amelyben a felettük hatalmaskodó helyi földesurak letörését kérték a szultántól.
Albánia 1912-es függetlenné válását követően Peqin az Esat Toptani vezette ellenkormányt támogatta, és a Közép-albániai Köztársaság része lett. Miután a nagyhatalmak által kijelölt Vilmos fejedelem lett az ország uralkodója, az ellene kirobbant közép-albániai felkeléshez 1914 nyarán Peqin is csatlakozott. A második világháborúban súlyos károkat szenvedett a település, amelynek határában a megszálló olaszok internálótábort létesítettek.
1947 májusában kezdték meg az első albániai vasútvonal kiépítését Durrës és Peqin között. 30 ezer ember megfeszített munkájával és jugoszláv anyagi segítséggel végül 1947. november 7-én adták át a 44 kilométeres szakaszt. 1950 decemberéig ennek folytatása, a Peqin–Elbasan-vonal is elkészült.

## Nevezetességei
Peqin fő nevezetessége a velenceiek által épített, majd a törökök által bővített, műemlékvédelem alatt álló vár. A város mecsete a 17. század második felében épült, a tiranai és a kavajai mecsetekhez hasonlóan árkádos oszlopcsarnokkal és óratoronnyal. A mecset később megsemmisült és a 19. században újjáépítették, napjainkra az eredeti épületegyüttesből csak az óratorony maradt fenn. Hasonlóképpen elpusztult a város török kori gőzfürdője. A városképet alapvetően a kommunista korszakban épített emeletes blokkházak határozzák meg.
A város labdarúgócsapata a KS Shkumbini Peqin.

## Nevezetes peqiniek
- A település szülötte volt Mustafa Gjinishi(wd) (1912–1944) kommunista mozgalmár, Enver Hoxha ideológiai ellenfele, riválisa, akinek parancsára végül megölték.[22]
- Peqinben született Hekuran Isai (1933–2008) kommunista politikus, 1982-től 1989-ig, majd 1990-től 1991-ig Albánia belügyminisztere.[23]